# 陈世卿 (宋朝)
陈世卿(953年—1016年)，字光远。福建南剑州沙县人。
北宋雍熙二年(985年)，中进士，先后任衡州推官、东川节度推官、太常丞，知新安县、通判广州、徙建州、任福建、两浙、荆湖北路转运使、知广州等。
陈世卿卒于大中祥符九年(1016年)。